# Léopold Desbrosses
Léopold Desbrosses né à Bouchain le 22 juillet 1821 et mort à Arcueil le 21 janvier 1908 est un peintre et graveur français.

## Biographie
Originaire de Bouchain (Nord), fils de Gabriel Desbrosses, cocher de fiacre, et d'Adèle Daulher, fille d'un tailleur, Léopold est le frère du sculpteur Joseph Desbrosses (1819-1844) et du peintre Jean-Alfred Desbrosses (1835-1906). Dans sa première jeunesse, lui et son frère aîné vivent d'abord rue des Saussaies dans un immeuble appartenant aux Daulher, où naît leur petit-frère, puis décident de louer un atelier de peintre rue Saint-Jacques, où les rejoint Antoine Chintreuil. Cette période, très difficile, située au début des années 1840, se trouve décrite par Henri Murger, qui fréquente le trio, dans son célèbre ouvrage Scènes de la vie de bohème. C'est le critique d'art Champfleury qui fit se rencontrer les frères Desbrosses, Chintreuil et Murger.
Léopold expose pour la première fois au Salon de Paris de 1848, une huile sur toile intitulée La Rencontre ; son adresse est alors au 9, de la rue Saint-Germain-des-Près. Au Salon de 1850, il expose une aquarelle, Paysage, effet du soir et vit désormais au 30, rue du Cherche-Midi. Au Salon de 1852, il expose une huile sur toile, Paysage, effet du matin, indiquant qu'il est l'élève de Paul Delaroche et de Corot ; son adresse mentionnée est le 7, rue de Vaugirard, impasse de l'Enfant-Jésus. Par la suite ses travaux sont refusés jusqu'au Salon de 1859, où il montre deux toiles, dont Les bords de la Bièvre, effet d'automne et déclare qu'il vit à Montrouge.
Membre de la Société des aquafortistes dès 1862, il expose au Salon de 1863, à la section gravure, une eau-forte La Mare aux grenouilles, éditée par Alfred Cadart, mais fait sécession en exposant au Salon des refusés deux œuvres, une peinture, Paysage, soir d'automne, et une gravure, Waterloo : épisode du chemin creux d'Ohain.
Léopold se marie le 7 juin 1866 avec son jeune frère pour témoin à la mairie du 14e arrondissement. Il rend visite à ce dernier, installé à Septeuil avec Chintreuil. 
Au lendemain de la Commune de Paris, il produit une suite de 12 eaux-fortes intitulées Paris et ses avant-postes pendant le siège (chez Cadart et Luce) où l'influence des Désastres de la guerre de Francisco de Goya est importante. Il était surnommé « le Gothique ». 
Il entre à la Société des aquafortistes français en 1885, et en deviendra le vice-président à la fin de sa vie : entre-temps, il travaille entre autres pour Alfred Cadart, éditeur de L'Illustration nouvelle (sept pièces, 1868-1881).
Devenu membre du Salon des artistes français, il y expose régulièrement jusqu'en 1905.
Il meurt à Arcueil le 21 janvier 1908.

## Œuvre
Très intéressé par la nature, Léopold Desbrosses excelle dans le genre du paysage et les scènes de vie campagnardes. Il a beaucoup représenté les forêts de Normandie et d'Île-de-France, en particulier des environs de Fontainebleau et du Mantois. 120 de ses tableaux ont été mis en vente à l'hôtel Drouot le 14 mars 1895. Une seule de ses toiles semble avoir été achetée par l'État, Le Bois aux roches, au Salon de 1870.
Il a produit de nombreuses eaux-fortes originales et d'interprétation. Il grave notamment d'après Gustave Courbet, John Constable et Géricault. Beraldi arrêtant inventaire en 1886 évalue sa production à 54 eaux-fortes. Bailly-Herzberg l'estime à plus d'une centaine. Sa dernière eau-forte, Le Vieux Chêne est datée 1906.

Eaux-fortes de la série « Paris 1870-1871 »
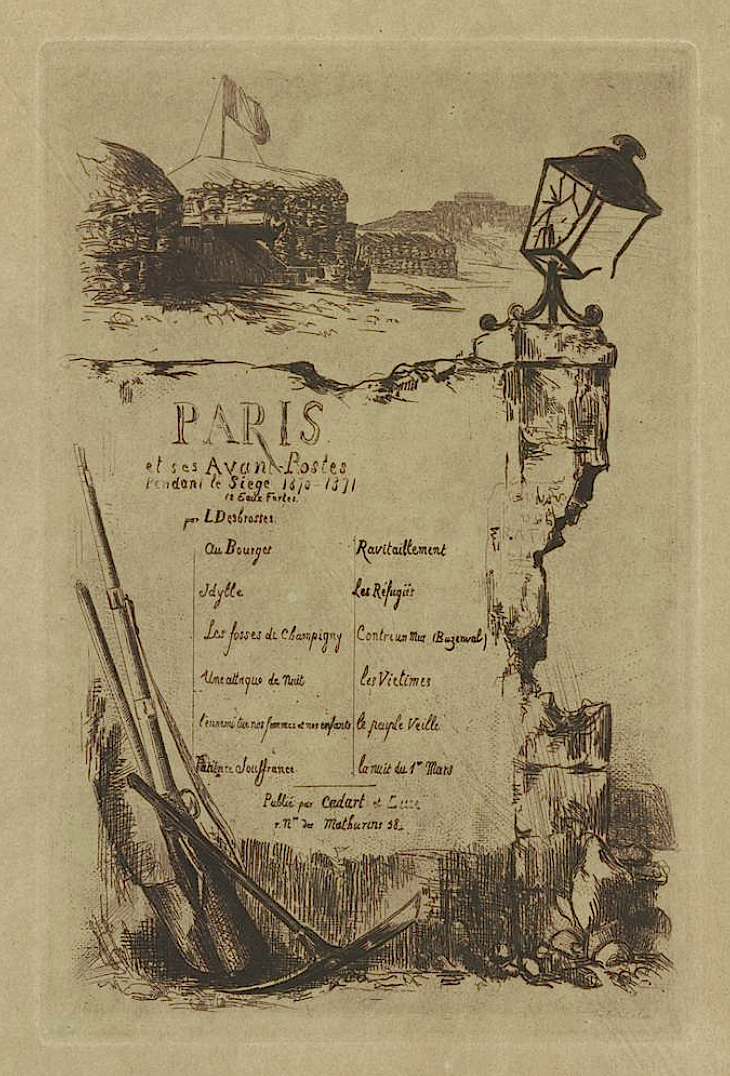
Paris et ses avant-postes [planche-titre]
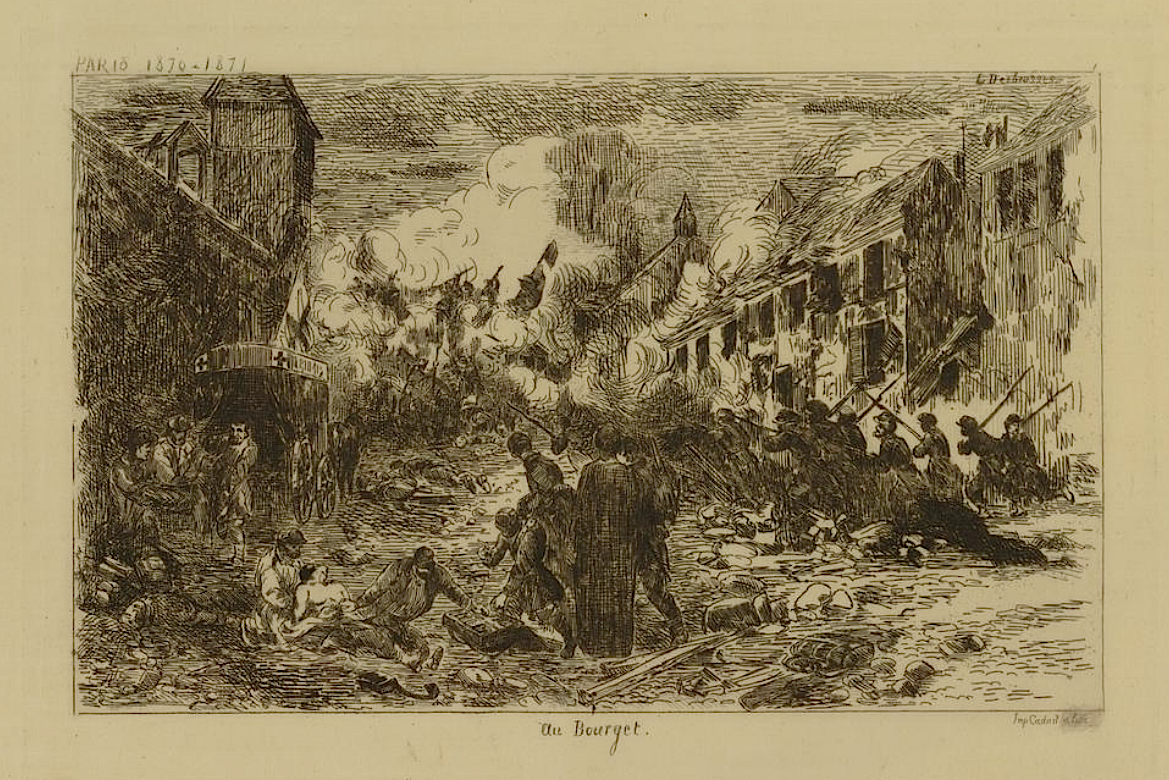
Au Bourget - I.
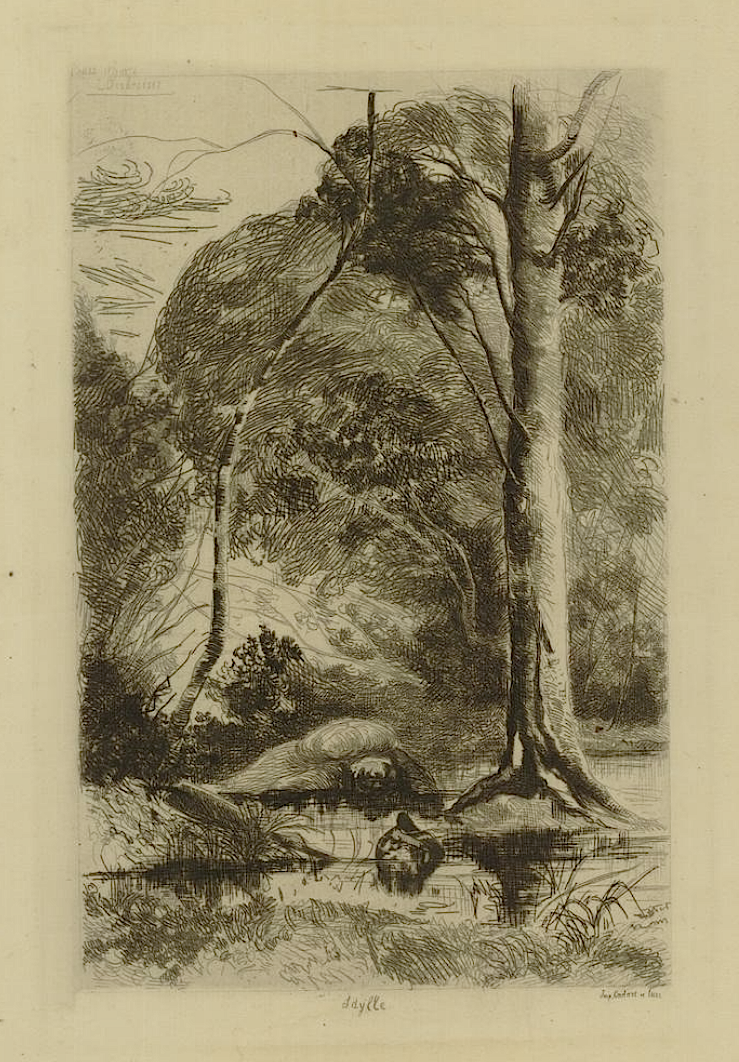
Idylle — II.
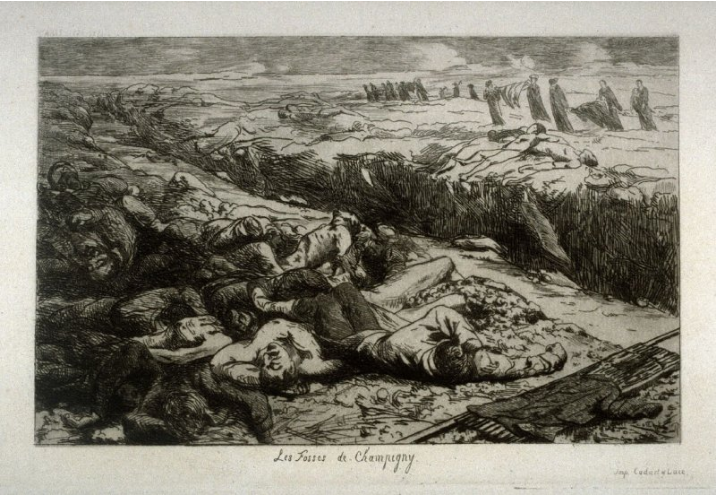
Les fosses de Champigny- III.
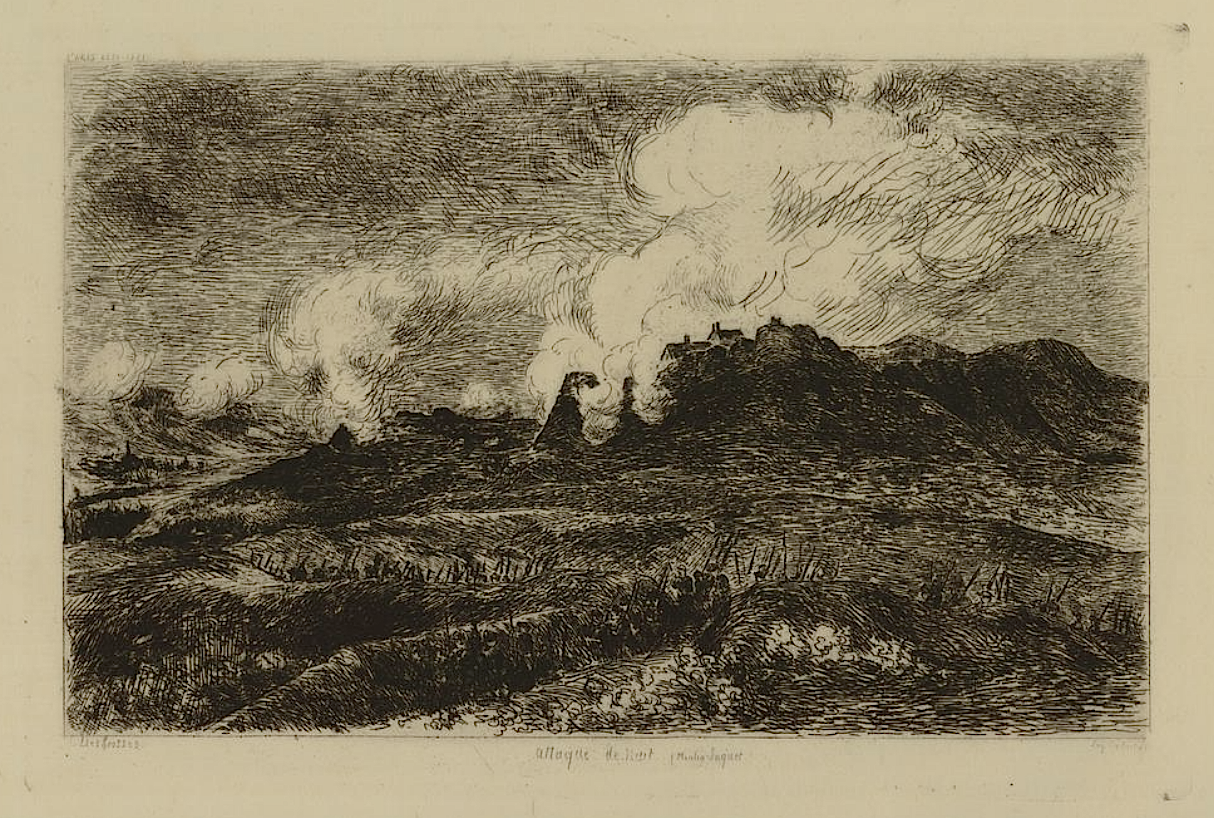
Une attaque de nuit (Moulin Saquet) - IV.
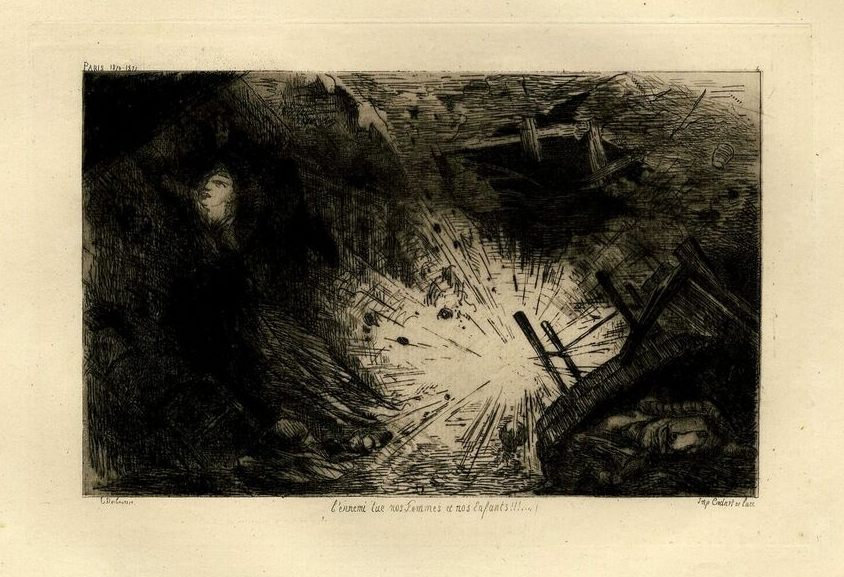
L'ennemi tue nos femmes et nos enfants - V.
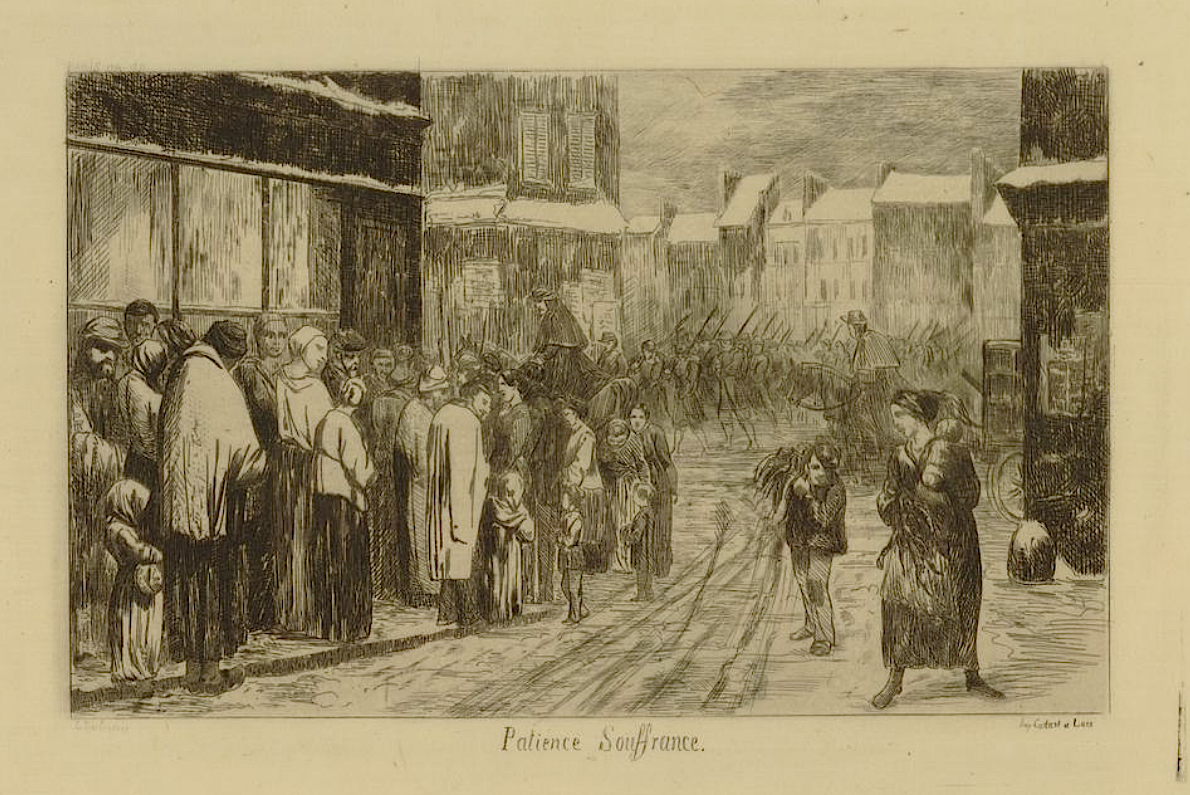
Patience Souffrance - VI.
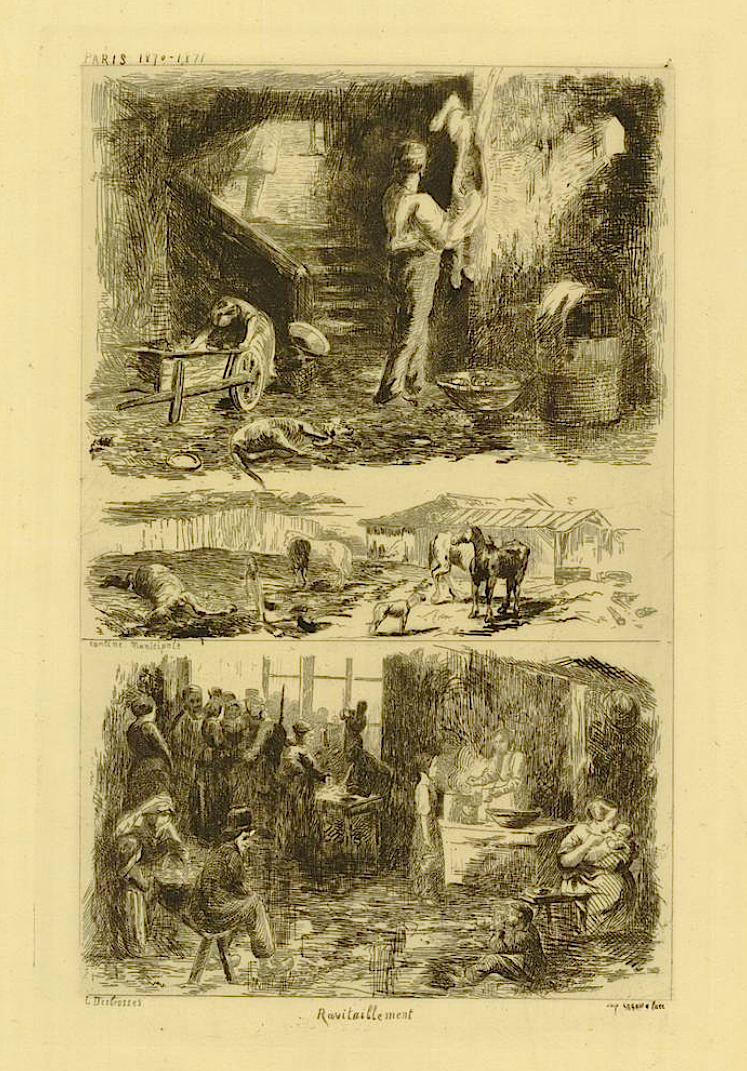
Ravitaillement - VII.
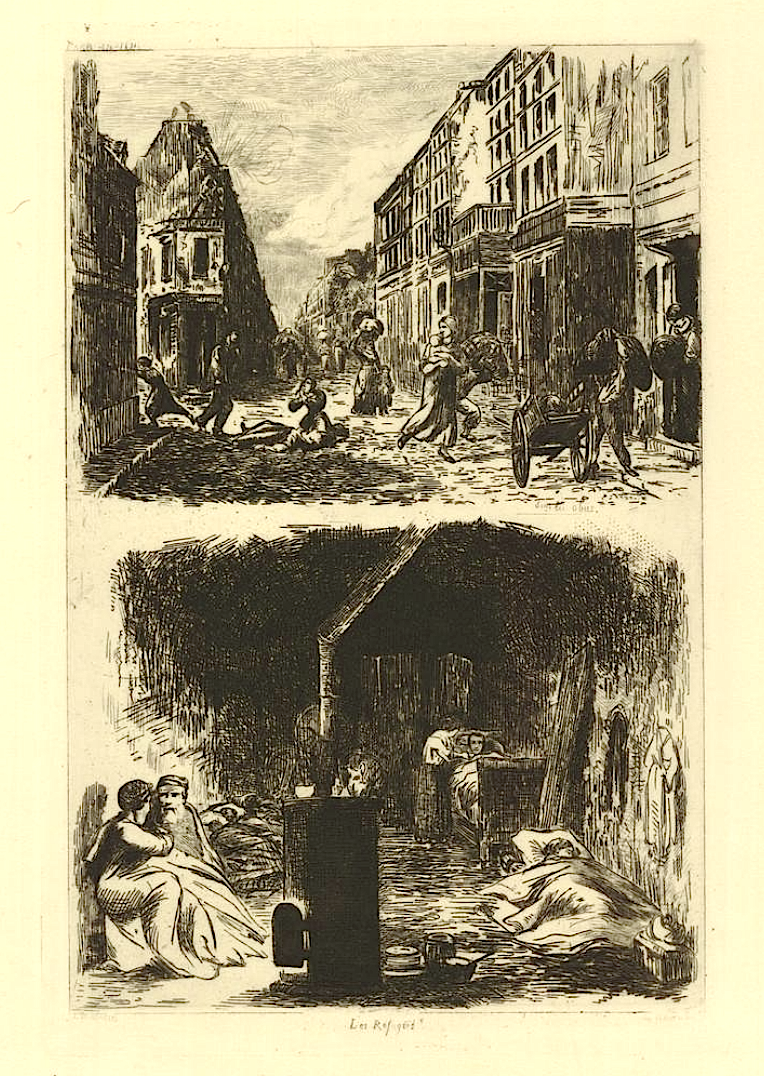
Les réfugiés - VIII.
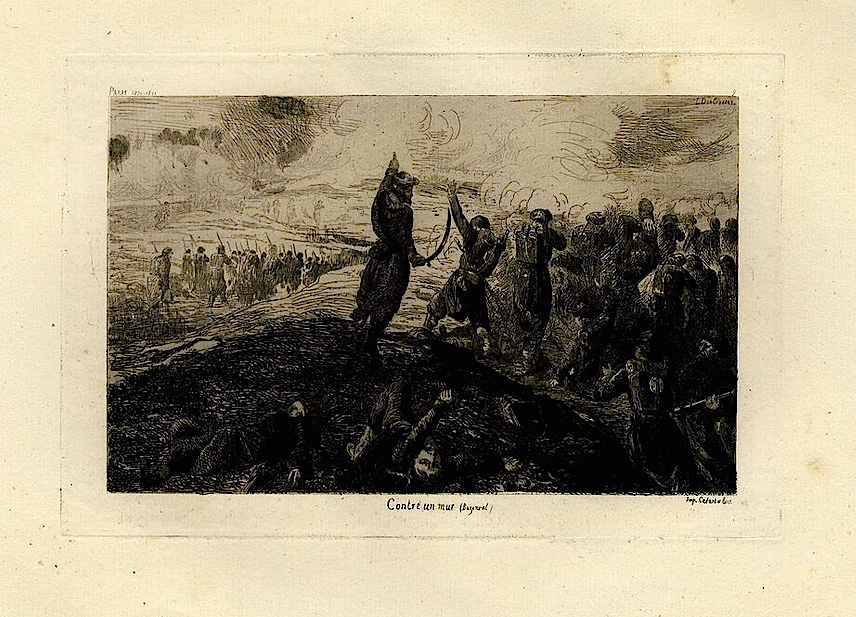
Contre un mur (Buzenval) - IX.
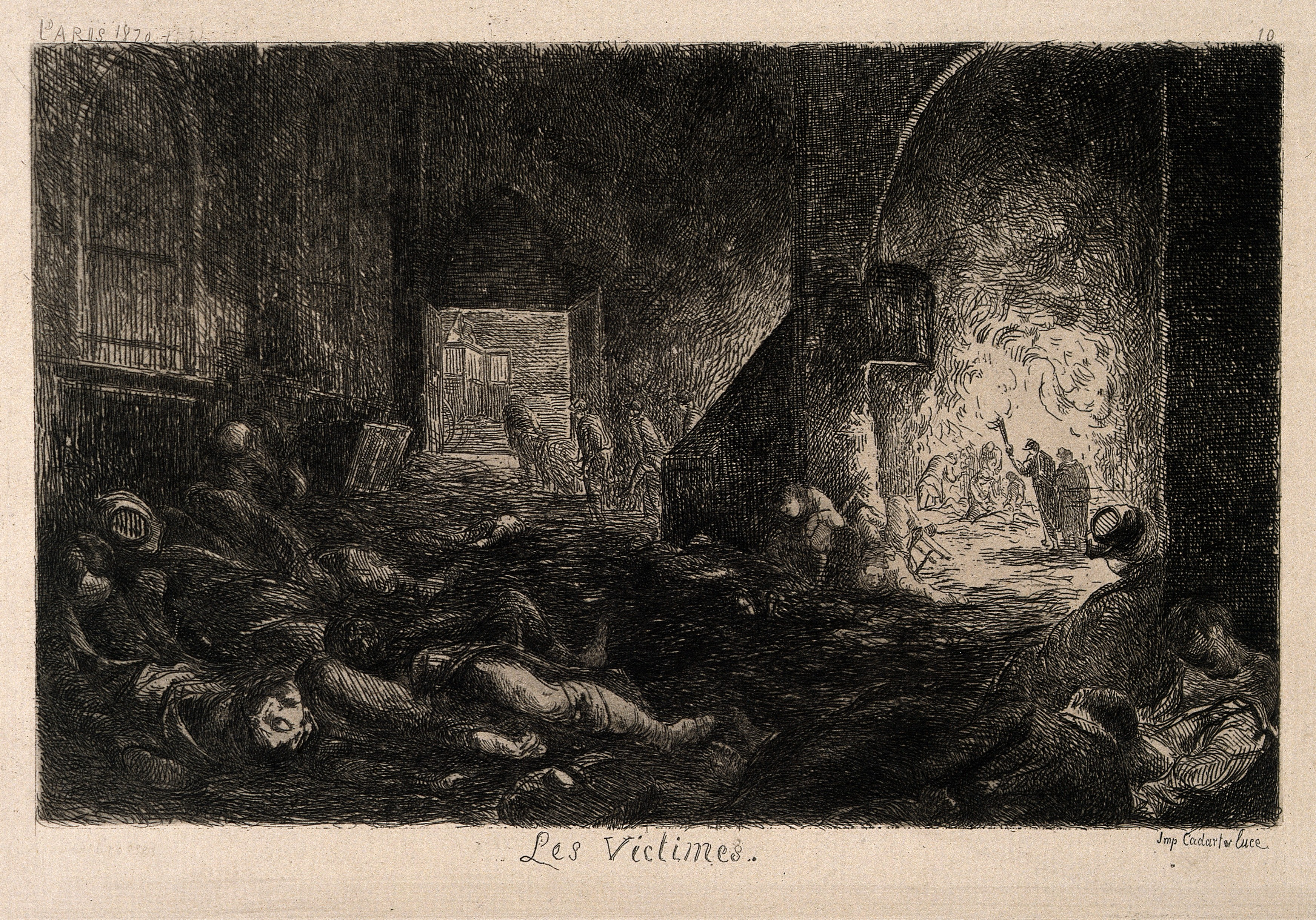
Les victimes - X.
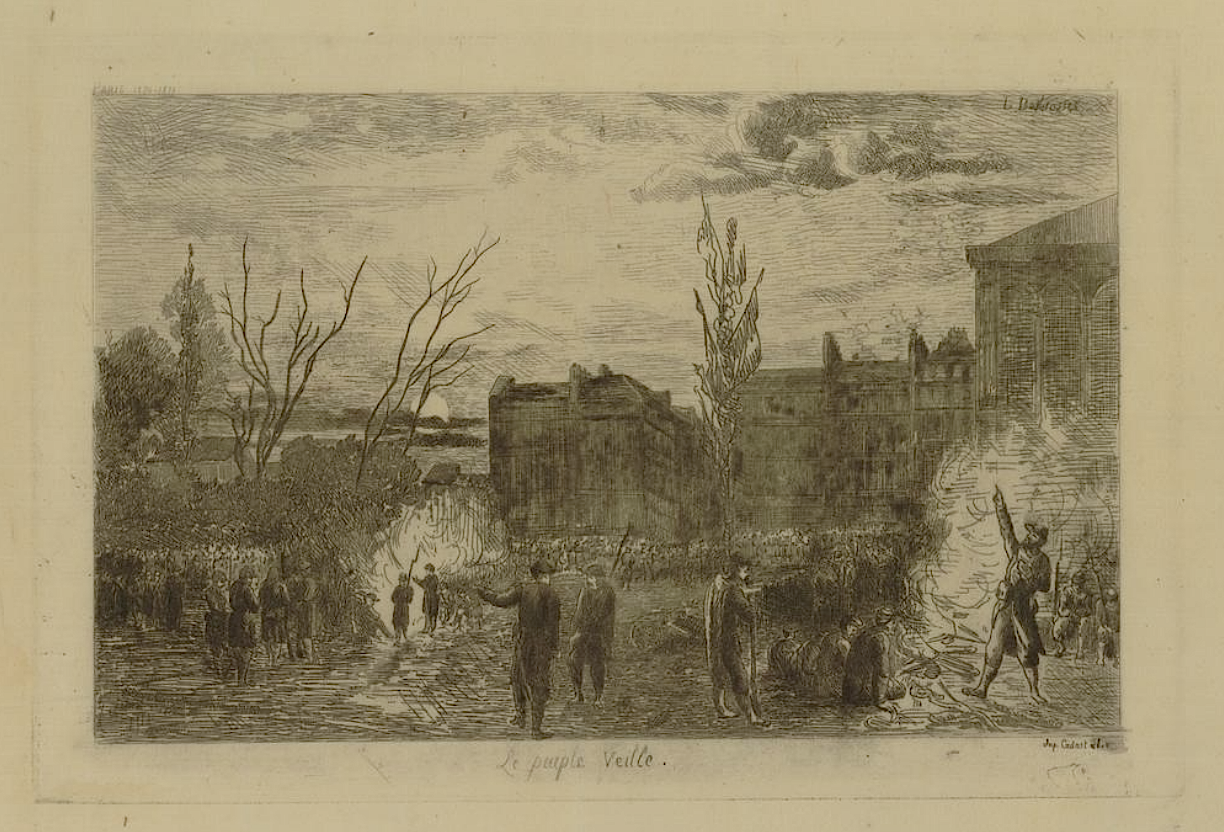
Le peuple veille - XI.
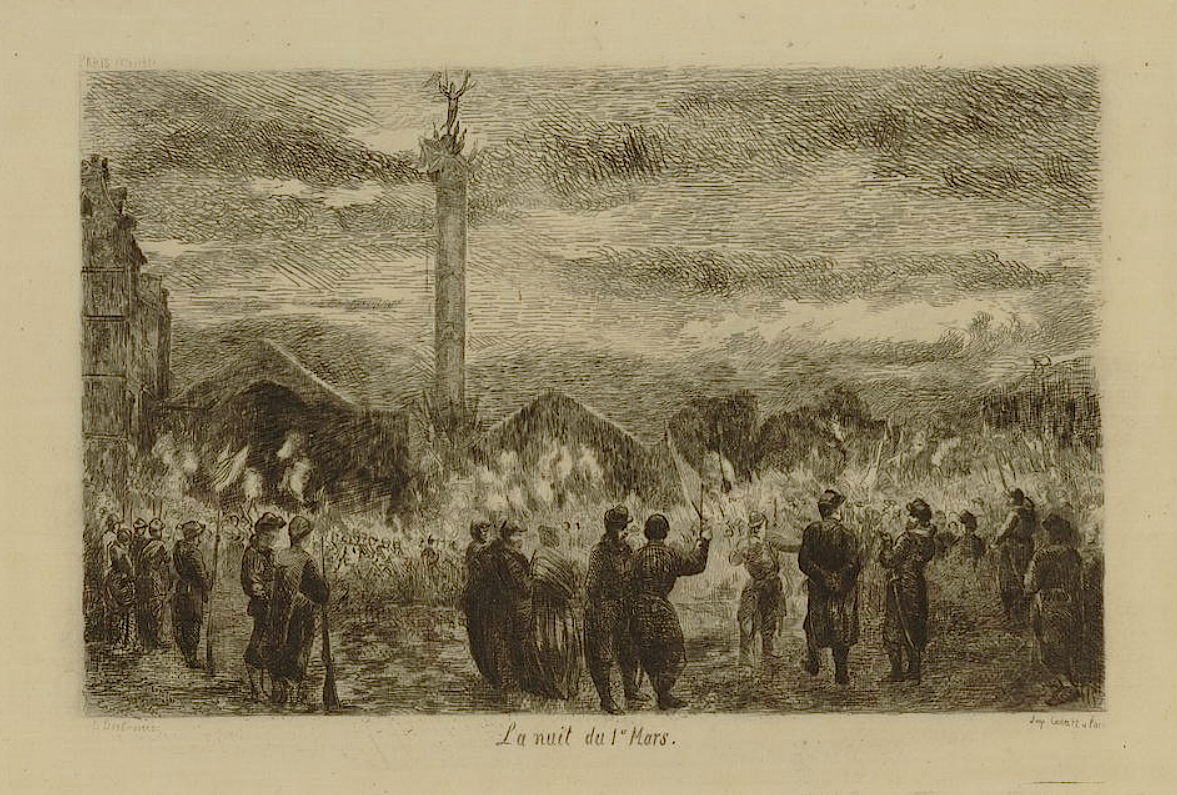
La nuit du 1er mars [1871] - XII.